# 畢眾敬
畢眾敬 （5世紀—491年），小名捺，東平郡須昌縣（今山东省泰安市东平县）人。南北朝時期官員，先後仕於南朝宋及北魏兩個政權。畢眾敬在南朝與薛安都支持劉子勛政權，劉子勛政權敗亡後投降宋廷獲授兗州刺史，但他與薛安都向北魏投降，北魏亦曾兩度讓他為兗州刺史。

## 生平
畢眾敬年輕時愛騎馬射箭及打獵，更加和一些身手敏捷而且行事果敢的人聯結在一起，常在邊境附近進行搶掠活動。時仍為武陵王的宋孝武帝劉駿於元嘉二十五年（448年）出任徐兗二州刺史後就以畢眾敬擔任其部從事。劉駿於元嘉三十年（453年）即位為帝後，畢眾敬擔任過泰山太守和冗從僕射。
孝武帝於大明八年（464年）去世後，宋前廢帝以皇太子身份繼位。景平元年（465年）年末，孝武帝的十一弟湘東王劉彧在壽寂之等人弒前廢帝後獲擁立為帝，即宋明帝。畢眾敬隨後受命回到故鄉所在的兗州招募兵員，在經過徐州治所彭城時徐州刺史薛安都召見了他，表示想和他一起支持作為孝武帝第三子，並有上游地理優勢的江州刺史、晉安王劉子勛為帝，更加假造了宋明帝的詔命以畢眾敬行兗州事，畢眾敬選擇了支持安都。當時的兗州刺史殷孝祖受宋明帝徵召率領二千文武入建康以應付劉子勛政權的威脅，兗州治所瑕丘就由孝祖的司馬劉文石守城，眾敬就領兵攻下了瑕丘，殺了劉文石，並在薛安都的指令下被逼殺掉殷孝祖留在城內的兒子們。當時兗州所領各郡縣除了其本郡東平郡仍由太守申纂據無鹽城不服外，皆歸屬眾敬指揮。
泰始二年（466年）冬，因應子勛政權覆滅，薛安都及畢眾敬舉州都向明帝投降，然而明帝為了示威淮外，派了張永及沈攸之以重兵迎降，這令薛安都很不安，令他轉而向北魏求援。畢眾敬此時卻一直不肯降魏，其時包括兒子畢元賓在內的上百名家人皆在彭城，他們都很怕眾敬這樣做會令他們被殺，日夜哭泣之餘更請求眾敬改變主意，但眾敬仍然不願。明帝方面雖然即授眾敬兗州刺史，但卻不肯赦免因他事獲罪的畢元賓，這就令到老來得此獨子的眾敬氣憤得拔刀斬柱，並決定向北魏投降。北魏隨即派了尉元及孔伯恭南取徐兗，眾敬亦在魏軍到來時獻降，然而在魏軍控制了兗州後就感悔恨，絕食了數日。在魏軍經過仍然由申纂堅守的無鹽縣時，申纂很痛恨畢眾敬引魏兵進來，當時又有人挖了畢眾敬父親的墳墓，眾敬母親的骸骨更散落一地，眾敬為此拷問了住在墳地附近的一些人，有十多人受不住死了，他也懷疑挖墓之事乃申纂派人做的，其弟畢眾愛就派人去濟陰也挖了申纂父親的墓。至慕容白曜攻下無鹽縣時，眾敬怕白曜沒有殺申纂，寫信給他並上表魏廷，說其家挖墓慘事皆是申纂所做；白曜原本真的沒有殺申纂的意思，但申纂因受重傷而躲不過城內火災而被燒死，眾敬聞訊相當高興。
北魏皇興元年（467年），眾敬獲授散騎常侍、寧南將軍、兗州刺史，賜爵東平公，這個兗州刺史是和李璨一同擔任的。皇興二年（468年），眾敬與薛安都等人受徵召入魏都平城，並留在當地，與兒子畢元賓皆獲奉為上客，更獲賜一個區域的豪華宅第。眾敬接著又曾以寧南將軍再任兗州刺史，後又受徵還平城。
魏孝文帝在位期間，眾敬以年老請求還鄉，獲得准許，並獲孝文帝及馮太后在皇信堂接見，賜酒菜之外又有一乘車、三匹馬和二百匹絹布。太和十五年（491年）十月，畢眾敬去世，朝廷又命兗州賜其家一千匹絹布作殮葬費用。

## 性格特徵
畢眾敬自身很懂得享受，膳食都很豐富豪華，總有他方美食。七十之齡仍然很有氣力，還可以像青壯時那樣策馬。對親戚們亦很忠實，有國士之風，與他同期歸魏並且一向敬重的張讜去世時的表現亦有如對至親那樣。後孝文帝禮敬舊臣老者，讓眾敬與高允上方山作頌，雖然二人一為武官一為文臣，而且興趣志向皆不同，但仍然很聊得來。

## 家庭

### 弟弟
- 畢众愛，南朝宋徐州別駕從事，隨兄及薛安都投降北魏，封鉅平侯，死後贈冠軍將軍、徐州刺史，諡康。

### 子女
- 毕元宾，北魏使持节、平南将军、殿中尚书、彭城平公

## 延伸阅读
[在维基数据编辑]
 《魏書/卷61》，出自魏收《魏书》